# 伊根村
伊根村（いねむら）は、京都府与謝郡にあった村。現在の伊根町の中心部にあたる。

## 地理
- 海洋：若狭湾
- 島嶼：青島
- 岬：鷲岬

## 歴史
- 1889年（明治22年）4月1日 - 町村制の施行により、亀島村・平田村・日出村の区域をもって発足。
- 1954年（昭和29年）11月3日 - 朝妻村・本庄村・筒川村と合併して伊根町が発足。同日伊根村廃止。